# Leontice leontopetalum
Leontice leontopetalum är en berberisväxtart. Leontice leontopetalum ingår i släktet Leontice och familjen berberisväxter.

## Underarter
Arten delas in i följande underarter:
- L. l. armeniaca
- L. l. ewersmannii
- L. l. leontopetalum

## Bildgalleri

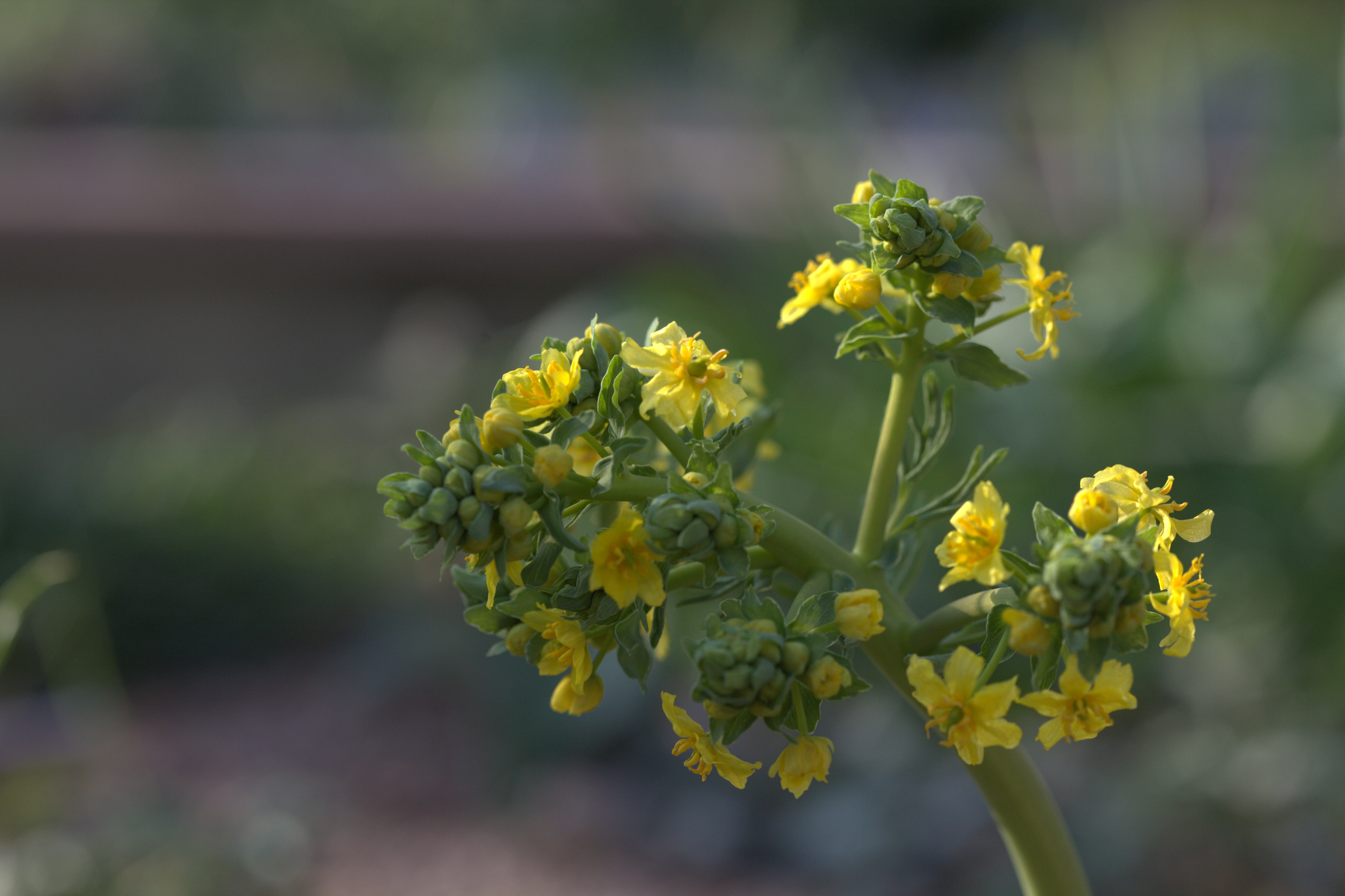
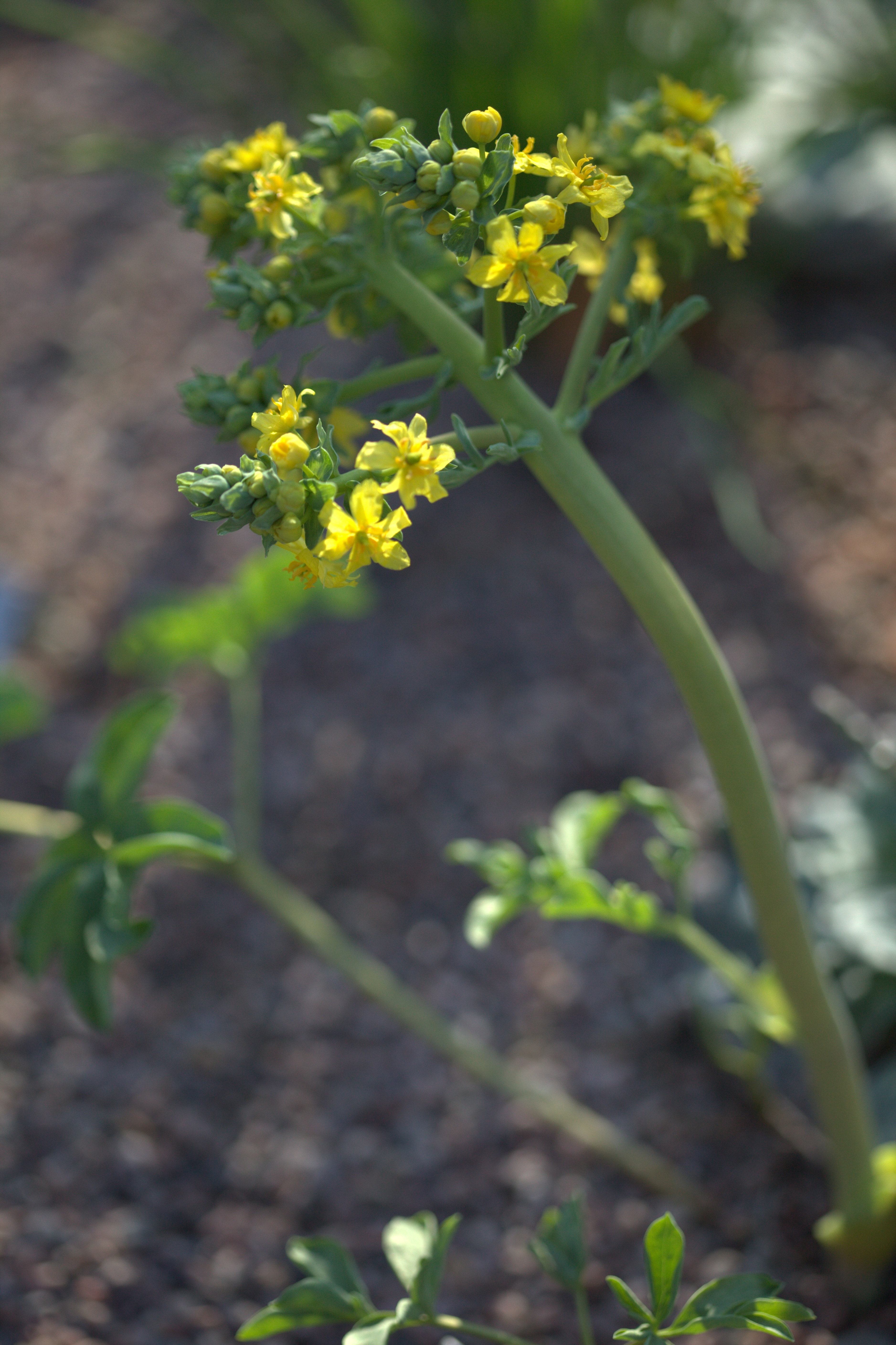